# Phaya Khammao
Phaya Khammao Vilay (1892 - 1965) là một chính trị gia người Lào. Ông sinh ra ở Luang Prabang, được đào tạo ở Pháp, và cuối năm 1917 tham gia quản lý thuộc địa của Pháp ở Lào. Ông được bổ nhiệm làm thống đốc Viêng Chăn từ năm 1941 đến năm 1945. Ông là một trong những người đóng góp lớn cho việc tài trợ cho Lào Issara trong sự nghiệp đấu tranh giành độc lập khỏi Pháp.
Ông đứng đầu chính phủ Lào Issara được thành lập vào tháng 10 năm 1945, phục vụ dưới quyền Quốc trưởng Phetsarath Ratanavongsa, và theo chính phủ lưu vong. Sau khi hiệp định chung Pháp-Lào được ký kết vào năm 1949, Khammao trở lại đất nước bảo hộ của Pháp tại Lào, và được bổ nhiệm làm Bộ trưởng Bộ Tư pháp và Y tế vào năm 1950.
Năm 1955, ông được bổ nhiệm làm Chủ tịch Hội đồng Hoàng gia.